# 徐紹先
徐紹先（1450年—？），字繼之，湖廣黃州府蘄水縣人，軍籍，明朝政治人物。

## 生平
成化十六年（1480年）庚子科湖廣鄉試第二十八名舉人，二十三年（1487年）中式丁未科會試第二百三名，三甲第九十九名進士。歷任兩浙鹽運司同知、銅仁府知府，正德六年（1511年）正月考察閒住。

## 家族
曾祖徐信中；祖父徐友詳；父徐溱，教授。母張氏。慈侍下。